# Charnat
Charnat is een gemeente in het Franse departement Puy-de-Dôme (regio Auvergne-Rhône-Alpes) en telt 199 inwoners (2004). De plaats maakt deel uit van het arrondissement Thiers.

## Geografie
De oppervlakte van Charnat bedraagt 5,4 km², de bevolkingsdichtheid is 36,9 inwoners per km².
De onderstaande kaart toont de ligging van Charnat met de belangrijkste infrastructuur en aangrenzende gemeenten.

## Demografie
Onderstaande figuur toont het verloop van het inwonertal (bron: INSEE-tellingen).